# روس أنتوني
روس أنتوني (بالإنجليزية: Ross Antony)‏ هو مغني ومقدم تلفزيوني ومغن مؤلف بريطاني، ولد في 9 يوليو 1974 في بريدجنورث ‏ في المملكة المتحدة.

## وصلات خارجية
- الموقع الرسمي
- روس أنتوني على موقع IMDb (الإنجليزية)
- روس أنتوني على موقع ألو سيني (الفرنسية)
- روس أنتوني على موقع ميوزك برينز (الإنجليزية)
- روس أنتوني على موقع ديسكوغز (الإنجليزية)
- روس أنتوني على موقع قاعدة بيانات الفيلم (الإنجليزية)
- روس أنتوني على موقع كينوبويسك (الروسية)